# 維他奶

2008年開始採用的新維他奶標誌

美、加、澳地區採用的維他奶標誌

維他奶（英語：Vitasoy）是香港家喻戶曉的豆奶（豆漿加乳固體）飲品品牌，自1940年開始在香港生產，由香港上市公司維他奶國際管理，生產廠房遍及中國大陸、香港、澳洲和新加坡，行銷全球40個國家及地區。

## 歷史
維他奶豆奶由創辦人羅桂祥博士研製。羅桂祥於1910年在广东梅州出生，共有九兄弟姊妹，早年在鄉間崇正學校就讀兩年小學，他在10歲時隨母親投奔在馬來亞「仁生堂藥店」任職帳房先生的父親羅進興，在當地讀了兩年華文學校後，羅桂祥考入由教會主辦英文中學。其後獲父親的東家余東璇賞識，出資讓他供讀大學，1929年他順利考入香港大學商學院。1934年他在港大畢業後，出任余東璇的商務秘書，兩年後更升任香港余東璇有限公司的經理，同時並兼任余的私人法律代理，期間建立良好的商業網絡，為日後創業打好基礎。
羅桂祥於1936年底到上海出差，偶然出席由美國派駐中國的商務參贊雅諾氏的「大豆——中國之牛」公開演講，內容介紹大豆營養豐富，其含蛋白質與牛奶一樣高，影響他往後的一生。羅桂祥返回香港後，目睹同胞因飽受日本侵華戰爭的災難而貧困交加，嚴重營養不良，後來更發現某些中國人因為乳糖不耐症不可以吸收乳糖，遂萌生「實業救國」的理想。羅桂祥希望能夠為一般家庭提供一種廉價而蛋白質豐富的飲品「為國民強身健體」，作為價格較為昂貴的牛奶的替代品（當時已經有牛奶公司），羅桂祥認為由大豆製成的豆奶，可成為牛奶替代品，因此研製出維他奶。
維他奶豆奶於1940年4月3日面世，由香港荳品有限公司（下稱荳品公司）負責製造和銷售。荳品公司創業時共有5名股東，包括佔三份一股權以上的羅桂祥、第二大股東邵蔚明和佔少數股份的關炎初、陳南昌及陳春霖，首家維他奶工廠位於香港島銅鑼灣記利佐治街231地段，是向卜內門租用的貨倉地，剛好位於競爭對手「大公司」的對面，當時規模細小，羅桂祥與其他股東均為兼職身份，工廠由羅桂祥的九弟羅芳祥全職打理，生產過程以人手為主，主要原料大豆由中國東北進口，而盛載豆奶的闊口玻璃瓶則購自上海，開售首天只售出9瓶豆奶，售價為港幣6仙。維他奶早期是效法鮮奶的銷售方式，由送貨員以單車逐戶派送，單車車尾設有兩個竹籃，每個籃可放3箱共72瓶豆奶，惟早期維他奶沒有經過消毒殺菌處理，產品容易變質，需要即日飲用，因此未受消費者歡迎，亦限制了門市生意的規模，戰前每日約售1,000瓶。
香港淪陷時期，羅桂祥與羅芳祥及家人一同離港返回中國大後方，維他奶工廠停工。羅桂祥一行人原本打算經廣西入昆明，但去路為日軍佔領而退回廣東連縣暫居，並在雙喜山開設「維他餐卡」售賣自家製造的豆漿和蛋糕點心維生。廣州不少著名教會學校如培正、培英、培道、真光等均於戰時遷校到雙喜山，因而吸引不少師生光顧，為日後維他奶在香港發展學校市場的序幕。其時羅桂祥的五女羅慕連亦在雙喜山出生，由於母親奶水不足而用豆漿餵哺，小女孩健康成長，加深了羅桂祥對豆奶營養價值的信心。
至香港重光後，羅桂祥回港召集股東安排復業，並從「敵人產業監管處」領回廠房，時任監管處的主任是羅桂祥港大同屆同學簡悅強，其家族企業東亞銀行日後成為荳品公司的主要信貸銀行之一，而簡亦於1961年成為荳品公司董事局成員之一。戰後首次董事局會議通過短期恢復生產的決議，並接納羅桂祥在公司全職服務。董事局耗資3萬港元重修廠房機器及增聘人手，維他奶工廠才能夠恢復生產，時維1945年11月冬涼季節，維他奶銷量甚低，幸得附近利園山的嶺英中學提供每天百多瓶的生意，才不致嚴重虧損。期間联合国曾給予香港一筆錢用以提供牛奶給學童，但牛奶並不為本地學童接納，香港政府遂改用維他奶代替牛奶，使學校成為維他奶的主要市場。
1948年底，荳品公司籌措20萬港元購入香港仔黃竹坑3萬平方英呎地皮自建現代化廠房，但維他奶繼續在銅鑼灣舊廠生產至1953年租約期滿，才遷進加建多一層的黃竹坑新廠，利用原有的生產線生產維他奶，另購更新、更快的生產線生產於1950年從牛奶公司手上取得代理權的美國綠寶橙汁汽水，而羅桂祥的八弟羅騰祥亦於此時加入任職生產部經理，原銅鑼灣舊廠司理羅芳祥則調任管理推銷工作。

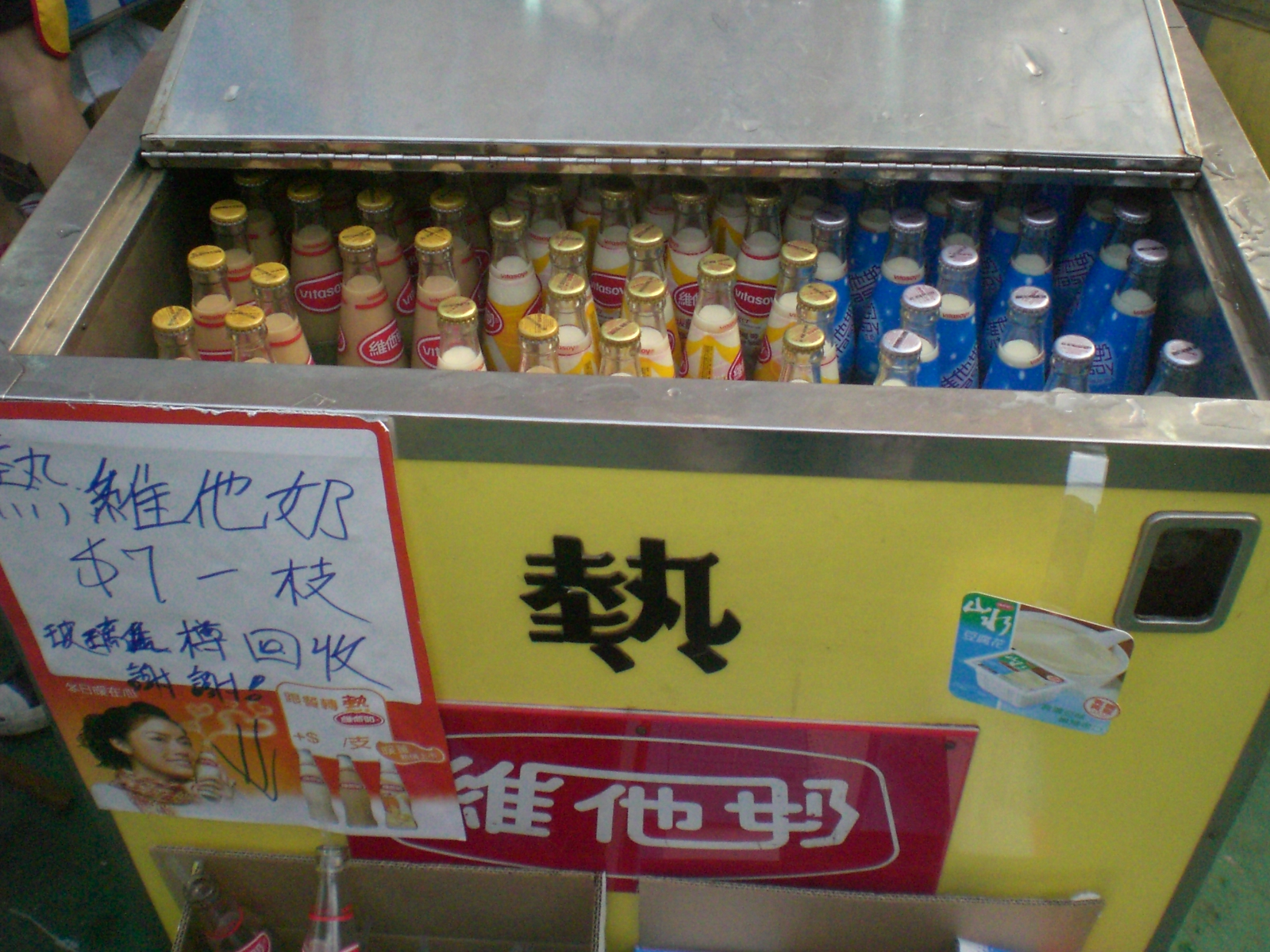
放在暖水櫃中的樽裝維他奶、麥精及低糖原味維他奶

代理綠寶橙汁除為公司提供穩定的利潤外，更為維他奶引入消毒程序的突破，羅桂祥初時嘗試將荳奶注入綠寶的汽水瓶，用處理橙汁汽水的巴斯德消毒法進行消毒，但荳奶數天後便變壞。羅桂祥向綠寶公司的食物工程師萬寧（Manning）請教，得悉橙汁是高度酸性，消毒只需華氏140℉（攝氏60℃），而豆奶則是高度鹼性，需要較高溫，起碼華氏240℉（攝氏110℃）才可消毒，羅桂祥與屬下化學師朱志漢依循繼續摸索，終於找出最佳的溫度和消毒時間組合，生產出無須冷藏也可以存放6個月的維他奶。1953年起，維他奶開始以超高溫消毒法（UHT），無須冷藏貯存，銷量開始大增，推出首年銷量增加五倍，至1950年代中期已達每年1,200萬瓶。由於維他奶是荳漿，可以加熱飲用，早年有個別零售商將一瓶瓶的維他奶放進熱水鍋內加熱，甚或開瓶倒入鍋中煮熱，然後分開逐碗零售。羅芳祥與一家德國機器廠合作設計出一款熱櫃，利用浸在水中的發熱器將櫃中水溫保持在華氏145℉（攝氏62.8℃），每個熱櫃可容4盤（96瓶）維他奶。1957年推出後大受勞動工人及學生歡迎，並解決以前每到冬天銷量大跌的問題。
最初維他奶推出時的荳奶沒有加工，1962年加入麥精維他奶，同年於九龍觀塘工業區興建新廠房。1970年代，超級市場的流行令回收玻璃樽更為方便，可是市民生活速度加快，加上其他同行如可口可樂已推出罐裝包裝，因此推出紙包裝。 1987年新界屯門廠房落成，並成為集團總部。1994年於中國廣東省深圳市的廠房正式投產。1998年，在上海及美國麻省艾爾市的Nasoya廠房投產。

## 公司資料
維他奶品牌現時由香港上市公司維他奶國際集團有限公司（簡稱維他奶國際或維他奶集團）管理，執行主席為羅友禮，集團成員包括維他奶香港、 維他奶中國、維他奶澳洲、新加坡統一食品、維他天地及香港美食。
維他奶國際現時是摩根士丹利資本國際香港小型企業指數、恒生綜合指數、恒生綜合小型股指數、恒生綜合行業指數 - 消費品製造業成份股之一。

### 生產設施
現時維他奶在世界多個地區設有廠房，包括香港屯門、深圳、上海、佛山和武漢、新加坡及澳洲維多利亞省等等，並於2008年透過收購新加坡的統一食品而建立據點。
香港屯門廠房於1987年落成，面積34,000平方米，設有生產線、總辦事處、產品發展、工程部等。香港及深圳的廠房獲得ISO9001品質認證。
2011年10月18日維他奶在中國內地第三個廠房於廣東佛山開幕，新廠房佔地8萬平方米，投資額為5億元，年產能為16萬噸
2011年12月31日維他奶斥資多達2億元，由德國公司Krones克朗斯獨家引入「無菌冷充填技術」至香港。
維他奶位於中國內地的武漢廠房於2016年3月30日開幕，投資額約人民幣5億元，佔地面積達10萬5千平方米，主要生產豆奶、其他植物為本飲品及茶類飲品。
2018年10月31日維他奶斥資多達10億元，在东莞常平镇新建工厂，预计于2021年建成投产。

### 家族色彩
維他奶的母公司香港荳品於1940年以股份公司形式成立，而現時的維他奶國際是香港的上市公司，大股東羅桂祥於公司早年多次籌募資金擴大股本時，不斷注資而取得控制性股權，其家庭成員以至家鄉梅州市梅縣區的親戚紛紛投靠公司，羅桂祥的九弟羅芳祥自荳品廠開張一直服務至1973年退休才離開，長達33年；而八弟羅騰祥由1952年一直服務至1969年才離職，兩人聯同羅桂祥的兒子羅開睦一同創辦大家樂；羅桂祥的六兄羅階祥早年也在公司擔任收帳。
羅桂祥於1978年退休，由其兩名兒子羅友禮及羅友義接棒。

## 品牌
「維他奶」是香港荳品為生產的荳奶所取的名稱，中文名稱一直沒變，但英文最初採用「Vitamilk」，因市政局以只有動物的奶類產品才可稱為「milk」，故此拒絕註冊申請，香港荳品遂改用「Sunspot」為名，而當時對中文名稱沒有管制，「維他奶」得以順利通過。1953年當維他奶改用窄口瓶包裝時，於訂購新玻璃瓶時香港荳品打算將英文名稱改回較貼切的「Vitamilk」，但為當時汽水同業聯手阻撓，向市政局施加壓力，香港荳品唯有屈服將名字改為「Vitasoy」。
諷刺的是綠寶公司現時採用「Vitamilk」及「V-soy」品牌在泰國銷售荳奶產品，當綠寶公司於2000年在香港申請註冊時，維他奶國際提出反對並獲勝訴。

## 包裝
早期的維他奶以闊口的牛奶瓶售賣，後來改為盛載汽水的玻璃樽。1975年首度從瑞典引入利樂包裝（Tetra Pak）鋁箔紙包裝保鮮設備，加入250毫升的紙包裝，並以超高溫消毒，令產品可儲存多月。1984年推出375毫升大包裝，到1999年更推出小包裝的125毫升，以方便幼童飲用；現時更有480毫升的膠樽裝出售。

## 銷售渠道
由於維他奶推出時一直標榜自己的健康形象，以「點只汽水咁簡單」（豈止汽水這般簡單）的口號作招倈，故不少校規比較嚴的學校亦破例容許維他奶在學校小賣部寄賣。學校中售賣的維他奶一般為玻璃樽裝。在寒冷的冬季，喝小賣部出售的熱維他奶，是不少香港人的童年回憶。

## 競爭對手
1956年香港市面出現一款名為「衛力奶」的同類荳奶飲品，是由維他奶前廠長關學培與父親關奮發創辦，並從維他奶挖走數名出色的推銷員，但維持不久便消失了。於1960年代上市的「豐力奶」亦是同樣短命。直到1980年代，才有由可口可樂公司推出的「陽光荳奶」一爭長短。1990年代，新加坡楊協成推出荳奶飲品，但市場佔有率仍然遠遠落後。

## 廣告宣傳
維他奶曾推出過多個有特色之廣告。1950年代，維他奶曾推出一系列的口號，以突出維他奶營養豐富的優點：
維他奶令你更高
維他奶令你更強
維他奶令你更健美
1970年代，廣告人紀文鳳為維他奶創作出另一深入民心的廣告口號：「維他奶 點只汽水咁簡單」，突顯其比汽水飲品更健康。據稱紀文鳳初時用自己慣用的口頭禪：「我唔簡單嫁！」寫了「唔止汽水咁簡單」，但於配合顧嘉輝創作的廣告歌時，負責填詞的黃霑建議改成「點只汽水咁簡單」，唱出來才更響亮，其後廣告大受歡迎，廣告句更成為日常用語。
1980年代維他奶廣告開始建立親切形象並感情化，口號包括「童年現在一般可愛、始終都係維他」，當時香港湧現移民潮，廣告便變為「何時何地都想念你」。近年維他產品亦善用電視廣告等媒體作宣傳，1993年，維他奶的電視廣告《鄉情》，由陳浩民主演主唱，歌曲採自林子祥主唱的誰能明白我，故事情節描寫祖父橫過鐵路路軌為孫兒買維他奶，與朱自清的文學作品《背影》中父親為兒子買橘子甚為相似，以人情味引起觀眾的注意。
近年維他奶廣告開始走較創新的路線。1990年代後期，維他檸檬茶曾以維園阿伯作為電視廣告的主角。在2000年的電視廣告中，以复古的教育電視风格对一些上一代常用詞例如“搭訕”、“凍柑”等的非正統字典解釋，來吸引年青人注意。2003年，維他奶推出口號“維他奶至緊要得你開心”，而電視廣告則以偷拍鏡頭的手法，當顧客拿起一包特製的道具維他奶時，便會發出笑聲，表達出維他奶為顧客帶來歡笑。2008年，維他奶更改包裝，由著名設計師陳幼堅負責，新口號為「一小步 一進步」。
2009年，維他奶為配合推出兩款新口味，改新口號為「Stand By Me」，並推出新廣告歌，在電視和流動媒體（如RoadShow）上播出，至2012年該廣告仍可見，至今家喻戶曉。
2010年維他奶慶祝推出70週年，發行70款限量版「個個祝」維他奶，以「Friend祝70年」為題，並將口號微調為「Stand By You，足足70年」。
李小龙的电影《死亡游戏》中，李小龙饰演的卢比利在澳门搭的士跟踪的那一段的开头部分，的士的后面就有一塊維他奶的廣告牌。
在中国大陆，维他奶广告同维他柠檬茶广告在广东省内各电视台频繁投播，反响极大，随后于2017年延展到福建省内各电视台，在福建电视台、福州广播电视台先后黄金时段频繁投播，一直至同年6月，该广告登陆湖南卫视首家上星投播。中国大陆版的商业广告使用了「Stand By Me 伴我同行」、「够真才出涩」口号，包括广告歌词亦翻译成普通话。
有關電視廣告詳見維他奶電視廣告列表。

## 環保政策

### 空樽循環再用
維他奶曾與香港兩間連鎖便利店7-11及OK便利店合作，推出維他奶空樽回收計劃。便利店會為每個退回的維他奶空樽回贈港幣5毫至1元，此計劃獲得香港環保組織地球之友的嘉許，地球之友亦希望其他飲品生產商推出類似的回收計劃。

### 無基因改造成份
根據香港綠色和平組織的報告，維他奶與一些著名乳製品生產商同樣被標籤為“綠色產品”，因產品並不含有基因改造成分。但2011年9月消費者委員會的檢驗公佈，維他奶鈣思寶有一款豆漿產品含有基因改造黃豆。

## 质量问题

### 維他奶變味事件
1995年10月，有顧客投訴維他奶飲品有類似火水的味道，維他奶回收市面上同類產品。同年12月至1996年2月期間，有3位顧客在飲用仍在有效期內的麥精維他奶時，發現有酸味，在傳媒報導事件後，維他奶的深圳廠房停產及回收全部800萬包紙包豆奶產品。但其後仍然有2位顧客發現維他奶產品有酸味，結果維他奶需把香港屯門廠房亦全面停產，並回收所有包括豆奶及其他飲品。以1996年1月16日計算，回收的產品達到1,300萬包。
事件發生後，香港衛生署對維他奶進行多次抽樣檢驗，在51個樣本中，細菌含量及各樣成份皆沒有超越標準，但為了維持消費者的信心，維他奶决定從飲料紙包生產商利樂公司請來瑞典籍專家到香港廠房作詳細調查。調查發現問題源自包裝機，為確保產品質素，維他奶需把整條生產線拆除及重新組合。其後事件獲得解決，維他奶產品未再發現有酸味。

### 故意使用過期原料
2005年維他奶（上海有限公司）被媒體揭發故意使用過期椰浆，故意使用水分超标大豆，并涉及霉菌超标116倍的霉变豆粉。伍詠霜（1997年以前，曾任职于维他奶(香港)品控部经理）更在錄音中表示，該行為“是公司高层的决策”。維他奶上海公司對此沒有做出回應。內地媒體猜測維他奶（上海）公司通過公關手段對有關政府施加壓力。

## 產品
維他奶豆奶

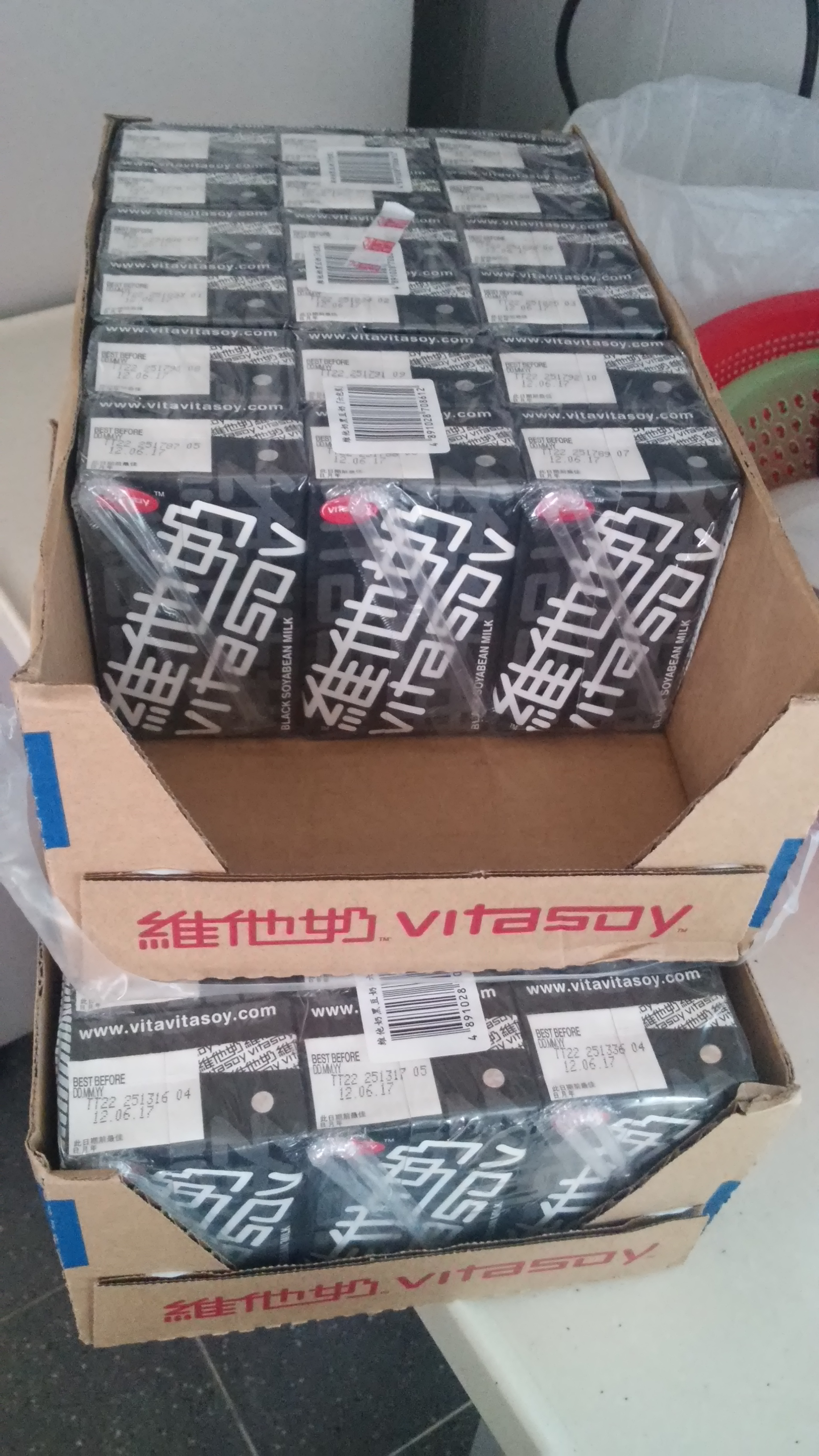
香港市场销售的维他奶黑豆奶

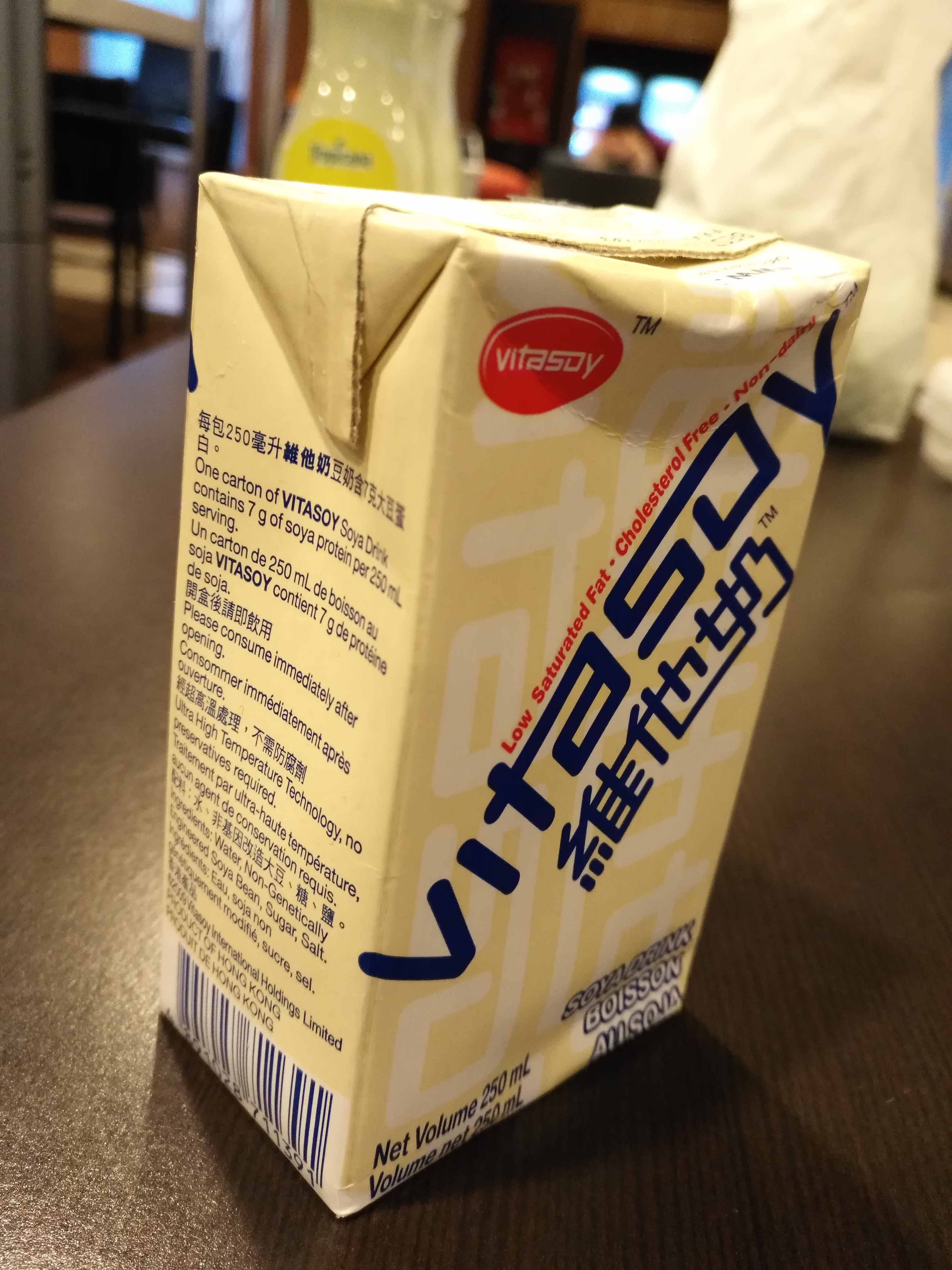
出口加拿大市场的原味盒装维他奶

維他奶豆奶現今共有十多種味道，全部均為保鮮包裝，主要配料為大豆及乳固體。味道包括（以香港販售的為主）：
- 原味豆奶
- 低糖原味豆奶
- 麥精豆奶
- 低糖麥精豆奶
- 朱古力豆奶
- 黑豆奶
- 低糖黑豆奶
- 薑味豆奶
- 沖繩紫薯味豆奶
- 薄荷朱古力味豆奶
- 曲奇味豆奶
- 士多啤梨味豆奶
- 紅豆味豆奶
- 蜜瓜味豆奶

鈣思寶大豆飲品
鈣思寶是維他奶的高鈣豆奶品牌，其宣傳口號為「日日飲 健康日日Like」。鈣思寶含鈣質外，還有異黃酮、卵磷脂、奧米加3、氨基酸等營養素。鈣思寶只含1.2%的植物脂肪，而且不含膽固醇，全部均使用保鮮包裝。
- 大豆高鈣健康飲品（原味）
- 大豆高鈣健康飲品（無糖）
- 大豆高鈣燕麥飲品（燕麥味）
- 大豆高鈣纖維飲品（黑芝麻味）
- 大豆高鈣膠原蛋白飲品（原味）
- 大豆高鈣植物固醇飲品（原味）
- 杏仁高鈣健康飲品
- 椰子高鈣健康飲品

純豆漿
- 純豆漿（無添加糖）
- 低糖豆漿
- 低糖黑豆漿

山水豆腐及鮮豆漿
- 豆腐花
- 豆腐花—桂花
- 豆腐花—薑汁黃糖
- 蒸煮嫩豆腐
- 煎釀滑豆腐
- 硬豆腐
- 鮮豆漿
- 高鈣麥香鮮豆漿
- 低糖鮮黑豆漿
- 低糖鮮豆漿

「維他奶」Vitasoy GO！系列
- 黑朱古力窩夫味飲品
- 香蕉班戟味飲品
- 燕麥餅味飲品

## 已停產產品
茶字典系列
- 冰震檸檬茶
- 蜂蜜青檸茶
- 蜂蜜蜜桃茶
- 蜂蜜綠茶
- 鈣思寶 膳食纖維荳奶

## 外部連結
官方網站
- 維他奶集團網站 （页面存档备份，存于）

相關網站
- 創作萬花筒 介紹維他奶廣告 （页面存档备份，存于）
- 1993年維他奶電視廣告《鄉情 （页面存档备份，存于）》
- 創作萬花筒 嚴啟明 偷拍鏡頭　能否圓功？ （页面存档备份，存于）
- 從豆奶到普洱 （页面存档备份，存于） - 香港記憶